# Francisco José Urzúa Prieto
Francisco José Urzúa Prieto; profesor de Historia e historiador chileno. Nació en Santiago en 1960. Estudió en la Universidad Católica de Chile, egresando de Licenciado en Historia y Geografía en 1984. Posteriormente cursó estudios de Historia Occidental en Europa (España y Suiza).
Miembro de la Facultad de Historia, Geografía y Ciencia Política de la PUCCH desde 1986, ingresó luego al Instituto de Historia de la misma casa de estudios, integrando un selecto grupo de docentes, encabezados por Julio Retamal Favereau.

## Obras en que Colaboró
- Familia y Sociedad en Chile: Familias Fundadoras Tercera Parte (1992)
- Familia y Sociedad en Chile Siglo XVII-XX (1994)
- Familia y Sociedad en Chile Siglo XVI-XX (1997)